# Робунь
Робунь (пол. Robuń, нім. Rabuhn) — село в Польщі, у гміні Ґосьцино Колобжезького повіту Західнопоморського воєводства.
Населення — 560 осіб (2011).

## Демографія
Демографічна структура станом на 31 березня 2011 року:
|          | Загалом | Допрацездатний вік | Працездатний вік | Постпрацездатний вік |
| -------- | ------- | ------------------ | ---------------- | -------------------- |
| Чоловіки | 281     | 77                 | 185              | 19                   |
| Жінки    | 279     | 62                 | 169              | 48                   |
| Разом    | 560     | 139                | 354              | 67                   |